# 海梅一世
海梅一世（征服者）（亞拉岡语：Chaime I lo Conqueridor；加泰罗尼亚语：Jaume I el Conqueridor；西班牙语：Jaime I el Conquistador，1208年2月2日—1276年7月27日）依卡斯蒂利亚语翻译为詹姆斯一世，亞拉岡国王（1213年－1276年在位），馬約卡国王，巴伦西亚国王（1239年起），巴塞罗那伯爵和蒙彼利埃领主。在为期间征服了大量安达卢西亚的穆斯林领土，包括巴伦西亚和穆尔西亚，并随之向地中海扩张，获得了巴利阿里群岛，并建立了马略卡王国。他还和法王路易九世签订了关于法阿两国边界问题的《科尔贝条约》，被视作阿拉贡王国最强大的君主之一，他还是中世纪伊比利亚在位时间最长的君主。

## 早年
海梅一世为亞拉岡国王佩德罗二世之子，生于蒙彼利埃。佩德罗二世因卷入图卢兹伯国与教皇组织的讨伐阿尔比派异端的十字军的战争，于1213年9月12日在米雷之戰中战死。此前海梅被安排与十字军首领、法国贵族西蒙·德·蒙特福特之女结婚，并被送往蒙特福特处受教育。蒙特福特企图利用亞拉岡老国王去世、继承人海梅年幼的机会扩张自己在法国南方（与亞拉岡交界）的势力，因此受到亞拉岡人和加泰罗尼亚人的指控。教皇英诺森三世勒令蒙特福特释放海梅，于是海梅被一位教皇特使送回亞拉岡的蒙松城，由圣殿骑士团的头目蒙特雷顿的威廉监护。

## 亲政
在海梅受圣殿骑士团庇护时期，亞拉岡的摄政权落入他的叔公魯西永伯爵桑喬（佩德羅尼拉的幼子、阿方索二世的弟弟）手中，此人把王国的局势搞得一团糟。1217年，海梅一世在圣殿骑士团和部分贵族支持下决定亲政，他前往萨拉戈萨并在那里被承认为亞拉岡王国的正式君主。

## 扩张王国
海梅一世是西班牙历史上的关键人物。由于他的活动，亞拉岡王国的实力显著增长。在亲政之后，海梅一世一度致力于将亞拉岡与纳瓦拉王国统一，但未能成功。他随即将注意力转向南方和地中海，从摩尔人手中夺取大量土地。这些行动包括：征服巴利阿里群岛（马略卡岛，1229年；梅诺卡岛，1232年；伊维萨岛，1235年），攻克巴伦西亚（1238年）和占领穆尔西亚（1266年，由于1244年签署的阿爾米斯拉條約，该地被交给海梅的女婿卡斯提爾国王阿方索十世统治）。海梅一世希望重现西哥特人的成就，建立一个跨越比利牛斯山的王国，为此与卢瓦尔河以北的法兰西王国发生对抗；但是亞拉岡的国力不足以支持他这么做。1258年，海梅与法国国王路易九世签订科爾貝條約。在条约中海梅放弃了对比利牛斯山以北的领土要求（除蒙彼利埃以外），交换条件是路易将鲁西永和巴塞罗那的宗主权让给亞拉岡王室。1262年，海梅一世安排其子佩德罗与西西里国王曼弗雷迪的女继承人科斯坦察结婚，这就为未来亞拉岡诸国王对西西里提出主权要求制造了法律依据。

## 国内政策
在内政领域，海梅一世展现出了卓越的政治谋略。面对教廷的干涉，他断然拒绝向教皇格里高利九世行封建效忠礼，并成功瓦解了罗马教廷对伊比利亚东北部的宗教管辖权。为强化经济自主，他于1258年设立巴塞罗那、瓦伦西亚等五大港口的海事领事馆（Consolat de Mar）。
作为中世纪罕见的"哲人王"，海梅一世开创了南欧文艺复兴的先声。他于资助建立了许多世俗学府，并亲自参与课程设置，将阿拉伯数学与犹太律法纳入教学体系。其军事回忆录《编年史》详细记录了1229年征服马略卡岛与1238年光复瓦伦西亚的史诗战役。该手稿成为研究中世纪军事战术与王国治理的一手史料。

## 去世
1276年海梅一世去世，他在临终时决定将领土分封给两个儿子（长子佩德羅三世得到亞拉岡本土，次子海梅得到巴利阿里群岛、蒙彼利埃和大陆上的几个伯国），于是给亞拉岡王国的统一和稳固留下了后患。

## 家庭
1221年，與卡斯蒂利亞國王阿方索八世的女兒、卡斯蒂利亞的萊昂諾爾結婚，但後來取消婚姻關係，兩人育有一子：
1. 阿方索

1235年，與匈牙利的尤蘭結婚：
1. 佩德羅三世，亞拉岡國王
2. 海梅二世
3. 亞拉岡的伊莎貝拉，法蘭西國王腓力三世王后，腓力四世母親